# 2372 Proskurin
2372 Proskurin eller 1977 SA8 är en asteroid i huvudbältet som upptäcktes den 13 september 1977 av den rysk-sovjetiske astronomen Nikolaj Tjernych vid Krims astrofysiska observatorium på Krim. Den har fått sitt namn efter Vitalii Proskurin.
Asteroiden har en diameter på ungefär 22 kilometer och den tillhör asteroidgruppen Themis.